# Hyannis (Nebraska)
Hyannis település az Amerikai Egyesült Államok Nebraska államában, Grant megyében, melynek megyeszékhelye is. Lakosainak száma 165 fő (2020. április 1.).

## Népesség
A település népességének változása:

| 2010 | 182 |
| 2020 | 165 |